# Паулюкс, Янис
Янис Паулюкс (латыш. Jānis Pauļuks; 12 [24] ноября 1865, Грос-Сессауская волость — 21 июня 1937, Бауский уезд) — политический и общественный деятель.

## Биография
Учился в Митавском реальном училище, но из-за нехватки средств обучение пришлось прекратить и он некоторое время работал домашним учителем. В 1886 году поступил в Рижское политехническое училище, которое окончил в 1892 году; в дипломе указан как Johann Pauluk (Иван Яковлевич Паулук). Был членом латышской студенческой корпорации Selonia. Начал работать в Техническом департаменте Митавского участка железной дороги в Риге. В 1894 году он получил приглашение принять участие в строительстве железной дороги в Западной Сибири и после завершения строительства стал работать линейным инженером на железнодорожной линии Екатеринбург-Челябинск.
В 1897 году он был назначен начальником участка Западно-Сибирской железной дороги. затем он работал на Забайкальской железной дороге. В 1906 году участвовал в строительстве железнодорожной дороги от Екатеринбурга до Перми. С 1909 года до 1920 года он участвовал в строительстве железных дорог на Северном Кавказе в качестве начальника строительного отдела.
В феврале 1920 года он переехал в Латвию и начал работать в правлении Латвийской железной дороги. Вскоре, 19 июня 1921 года, премьер-министр Латвии Мейеровиц пригласил его стать министром транспорта.
С 27 января по 27 июня 1923 года он был премьер-министром Латвии.
Министром транспорта он оставался до 1925 года. В 1925 году он был избран председателем правления Центрального банка Латвии. В 1926—1927 годах был главным инспектором Латвийской железной дороги.
Награждён Орденом трёх звезд 2-й степени и Орденом белой розы 1-й степени. В 1934 году он стал почётным доктором технических наукЛатвийского университета.
Умер 21 июня 1937 года в своём имении недалеко от Бауски. Похоронен в Риге на Лесном кладбище.